# Kanton Ruffec
Ruffec is een voormalig kanton van het Franse departement Charente.
Het kanton maakte sinds januari 2008 deel uit van het arrondissement Confolens, daarvoor behoorde het tot het arrondissement Angoulême. Op 22 maart 2015 is het kanton opgeheven en zijn de gemeenten opgegaan in het op die dag gevormde kanton Charente-Nord, met uitzondering van Vieux-Ruffec dat werd opgenomen in het kanton Charente-Bonnieure .

## Gemeenten
Het kanton Ruffec omvatte de volgende gemeenten:
- Les Adjots
- Barro
- Bioussac
- Condac
- Couture
- Nanteuil-en-Vallée
- Poursac
- Ruffec (hoofdplaats)
- Saint-Georges
- Saint-Gourson
- Saint-Sulpice-de-Ruffec
- Taizé-Aizie
- Verteuil-sur-Charente
- Vieux-Ruffec
- Villegats